# Johann Georg Haintz

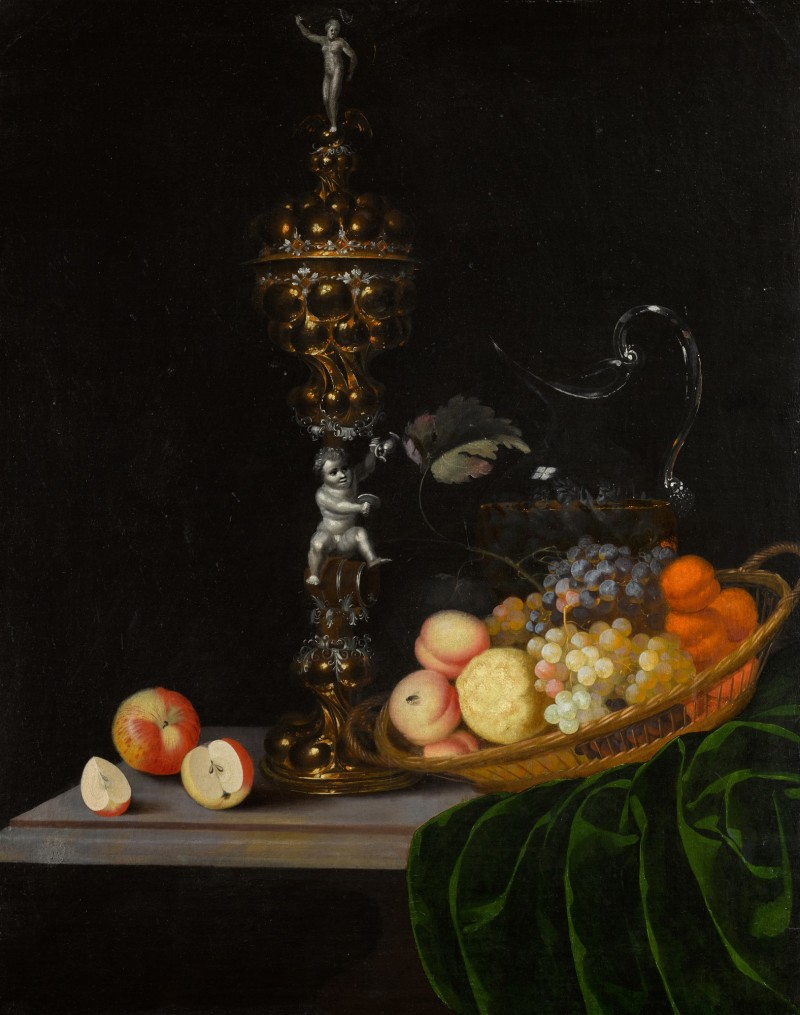
Martwa natura z srebrnym pozłacanym stojącym kubkiem, koszem owoców i szklanym dzbanem na wino

Johann Georg Haintz lub Hintz (ur. 1630 w Altonie, zm. przed 1 grudnia 1688 w Hamburgu) – niemiecki malarz barokowy. 
Niemiecki malarz martwej natury i portrecista. Czynny w mieście Altona i Hamburgu w latach 1665-1688. Tworzył pod silnym wpływem mistrzów holenderskich. 